# Natté

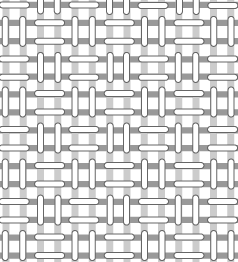
Armure panama ou natte

Le natté ou panama (parce que similaire au tressage qui caractérise le chapeau de Panama) est un textile dérivé de l'armure toile.
Le nom est d’origine française, en langue anglaise, il s’appelle basketweave.

## Fabrication
Il s’obtient par empilage de plusieurs fils, soit de chaîne soit de trame, de manière qu’une tresse égale en nombre de fils de chaîne se lève pour faire passer le même nombre de fils de trame ; ce qui donne un effet de tressage carré. Le tressage peut être de deux, trois ou plus de fils mais, la robustesse du tissu est inversement proportionnelle à ce nombre.
La matière employée peut être très variée mais de section toujours régulière. Les nattés les plus gros sont réalisés en laine pour les vêtements d’hiver (vestes, manteaux, tailleurs). Plus finement, on emploie la soie ou le lin, plus grossièrement la fibre de palmier pour les chapeaux Panama ou le chanvre pour les nattes de plages et les tapis de sol.